# Рыжкова, Анна Васильевна
Анна Васильевна Рыжкова (род. 30 апреля 1986 года) — российская пауэрлифтерша.

## Карьера

### В разряде девушек
Чемпионка России (2001, 2002, 2003, 2004) среди девушек. Победительница чемпионата мира (2001, 2003, 2004) среди девушек. Вице-чемпионка мира (2002).

### В разряде юниорок
Вице-чемпионка мира 2003 и 2004 года. Чемпионка мира 2005 года. Чемпионка Европы (2004, 2005, 2006) среди юниорок. Чемпионка России (2006, 2007, 2009). Вице-чемпионка России (2003, 2004).

### Взрослая карьера
В 2005 и 2007 году становится вице-чемпионкой России.
С чемпионата мира 2007 года привозит серебро.
В 2008 году становится чемпионкой России.
В 2011 году становится победителем национального чемпионата и чемпионата мира.
Чемпионка России 2012 года.
В 2013 году становится чемпионкой России как в экипировки, так и без неё. Побеждает на чемпионате Европы и классическом чемпионате мира. На чемпионате мира с экипировкой становится второй.
В 2014 году становится чемпионкой России и Европы.
Приказом министра от 31 декабря 2013 г. № 186-нг присвоено звание заслуженный мастер спорта России.